# Fonts baptismaux de Maurepas (Yvelines)
Les fonts baptismaux de l'église Saint-Sauveur à Maurepas, commune du département des Yvelines dans la région Île-de-France (France), sont réalisés au XVIe siècle. Les fonts baptismaux en calcaire polychrome sont classés monuments historiques au titre d'objet le 6 avril 1960.
Jean du Fay, duc de Chevreuse, offre à l'église ces fonts baptismaux. Ils sont composés de deux cuvettes ovales. Sur la face avant sont représentées les armoires du donateur, deux hêtres et deux loups.